# Celestia
Celestia (рус. Целестия или Селестия, дословно — Небесная) — свободная трёхмерная астрономическая программа для платформ Microsoft Windows, Linux и Mac OS X. Создана Крисом Лорелом и доступна на условиях GNU General Public License.
Программа, основываясь на каталоге HIPPARCOS, позволяет пользователю рассматривать объекты размерами от искусственных спутников до полных галактик в трёх измерениях, используя технологию OpenGL. В отличие от большинства других виртуальных планетариев, пользователь может свободно путешествовать по Вселенной.
НАСА и ЕКА используют Celestia в образовательных программах, а также как интерфейс для программ анализа траекторий, но не стоит её путать с подобной программой ЕКА — Celestia 2000.
Дополнения к программе позволяют добавлять как реально существующие объекты, так и объекты из вымышленных вселенных, созданные их фанатами (Звёздные войны, Вавилон-5, Рука Ориона и другие).

## Возможности программы

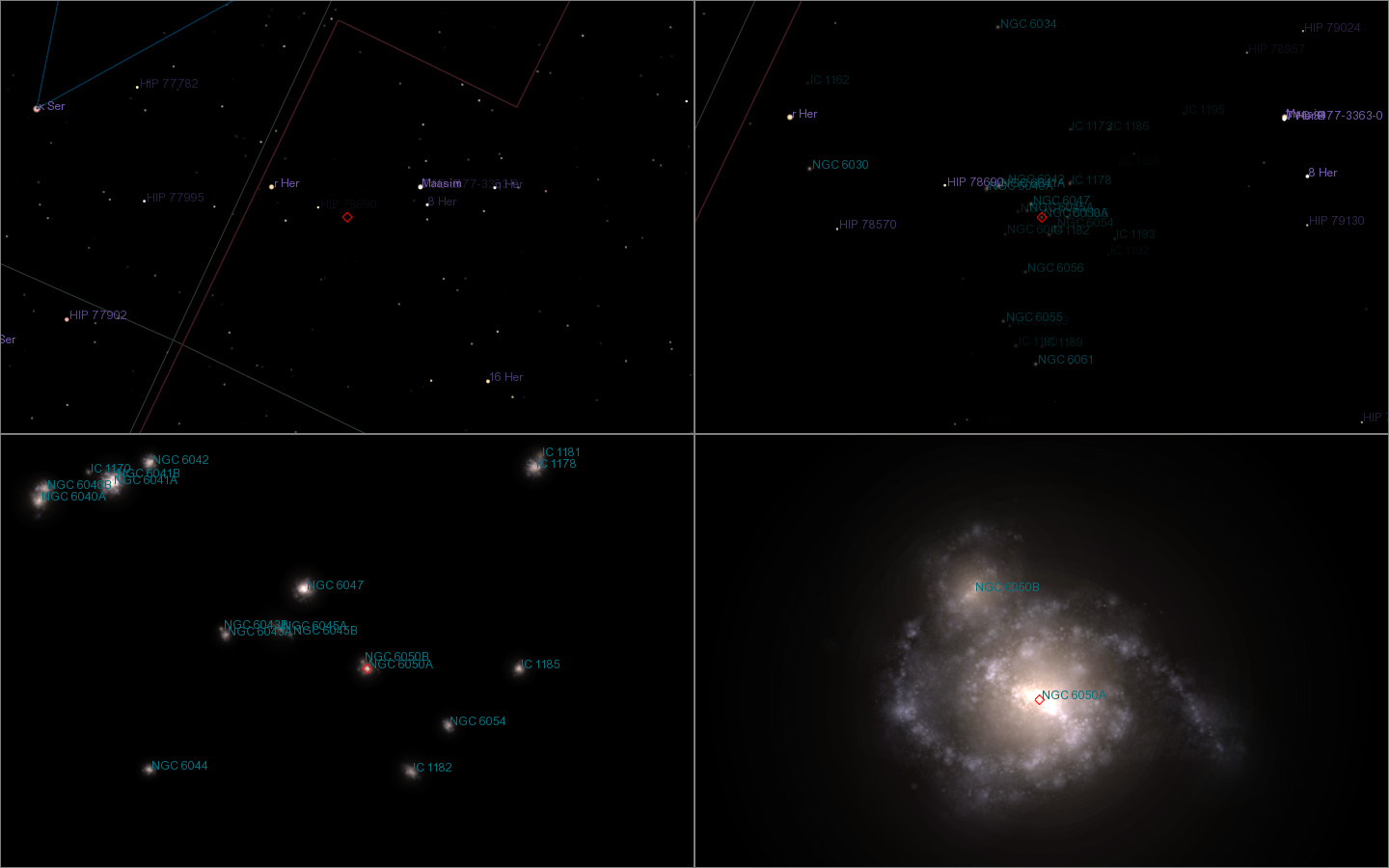
Наблюдение сразу за несколькими объектами

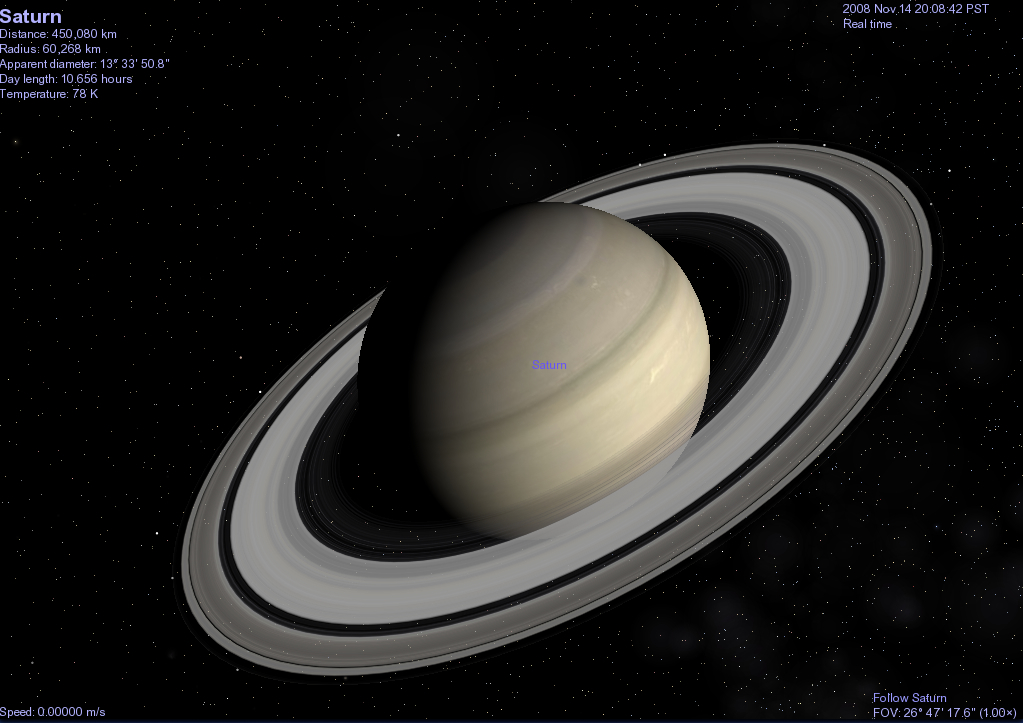
Вид Сатурна с его кольцами

Celestia отображает около 120 000 звёзд, ориентируясь по каталогу HIPPARCOS. Программа использует точную систему расчёта траекторий VSOP87, благодаря чему можно легко увидеть определённые солнечные и лунные затмения, отображать орбиты планет и их крупных спутников. С помощью обычных кеплеровых элементов орбиты отображаются карликовые планеты, малые спутники планет, астероиды, кометы, экзопланеты и космические аппараты.
Пользователь может менять количество видимых ему звёзд и включать их в трёх различных стилях: как точки (подходит для ЖК-мониторов и выглядит наиболее реалистично), как размытые точки (подходит для ЭЛТ-мониторов) и как диски (не реалистично, но зато гораздо легче выбрать нужную звезду или определить её цвет).
Celestia позволяет летать по виртуальной Вселенной при помощи простых элементов управления и целого набора горячих клавиш. Двигаться можно с различной скоростью, от 0,001 м/с до нескольких миллионов световых лет/с. Текущая скорость отображается в нижнем левом углу. Пользователи могут рассмотреть любой объект под любым углом, начиная космическими кораблями и заканчивая галактиками. Можно просто наблюдать за их движением, следить или синхронно с ними вращаться.
В Celestia моделируется любое время в прошлом, настоящем и будущем до двух миллиардов лет в разные стороны от Рождества Христова, однако точность орбит сохраняется в промежутке от нескольких тысяч лет до наших дней. Время также можно обратить вспять или вовсе остановить.
При выборе любого объекта отображается основная информация о его размерах, расстоянии от центрального объекта системы (если таковой имеется), температуре, а также о текущем расстоянии пользователя от него. На планетах и спутниках могут отображаться названия важных объектов поверхности.
Отображаются атмосферы планет и спутников, движущиеся облака, тени от затмений, закаты и рассветы, подробные структуры поверхностей объектов, планетарные кольца, ночной свет городов на Земле, линии созвездий и их границы.
Есть возможность разделить экран на множество частей (больше десяти) для наблюдения за несколькими объектами сразу, либо за одним с разных точек пространства.
При помощи Celestia можно делать скриншоты и записывать видеоролики, от низкокачественных до формата HD (1920x1080). Имеется также поддержка обучающих сценариев.

## Ограничения
В Celestia есть ряд ограничений. Большинство из них внесено для возможности использования программы на слабых компьютерах и уменьшения размера дистрибутива. Некоторые связаны с отсутствием достаточной информации об определённых объектах (на момент релиза последней версии), а часть функций попросту ещё не реализована:

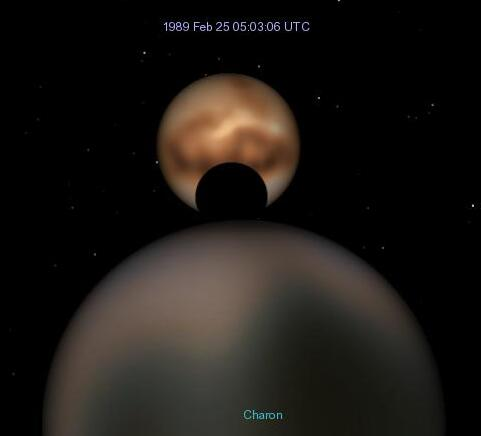
Затмение на Плутоне. Плутон и Харон не имеют каких-либо чётких деталей, поскольку на момент релиза последней версии программы ещё не были получены изображения с New Horizons

- По умолчанию Земля в Celestia имеет форму сфероида, из-за чего некоторые спутники, летящие по низкой околоземной орбите, могут оказаться не совсем в том месте.
- В стандартный дистрибутив программы не включено много важных видов объектов, в их числе переменные и сверхновые звёзды, чёрные дыры, квазары и туманности.
- В поставке по умолчанию текстуры объектов достаточно размытые. Благодаря этому программу можно без труда запускать на слабых компьютерах, но это уменьшает реалистичность. Тем, кто хочет получить более четкие и детализированные изображения объектов, необходимо вручную устанавливать файлы текстур. Графического интерфейса, позволяющего проводить установку дополнений из самой программы, в настоящий момент нет.
- Несмотря на то, что в звёздных системах все объекты движутся, сами звёзды имеют фиксированное положение в галактике.
- В Celestia имеется лишь несколько сотен двойных звёздных систем, остальная часть пока не может быть смоделирована из-за отсутствия точной информации об их траекториях.
- Celestia не содержит каких-либо звёзд, находящихся от Солнца на расстоянии больше нескольких тысяч световых лет, потому что параллаксы далёких звёзд слишком малы и не могут быть измерены при помощи Hipparcos.
- Программа пытается отобразить все объекты как можно более реалистично с точки зрения наблюдателя, поэтому в стандартном дистрибутиве отсутствуют текстуры в искусственных цветах и передержка галактик.
- Блики и яркий свет также отсутствуют. Луна во время полного лунного затмения полностью тёмная, а должна быть красной.
- Объекты, имеющие неправильную форму, не отбрасывают тени.
- Большинство важных космических кораблей, например Вояджер-2 недоступны в стандартном дистрибутиве.
- В реальном мире созвездия меняют свою форму с течением времени, но в Celestia они всегда остаются неподвижными.

## Дополнения

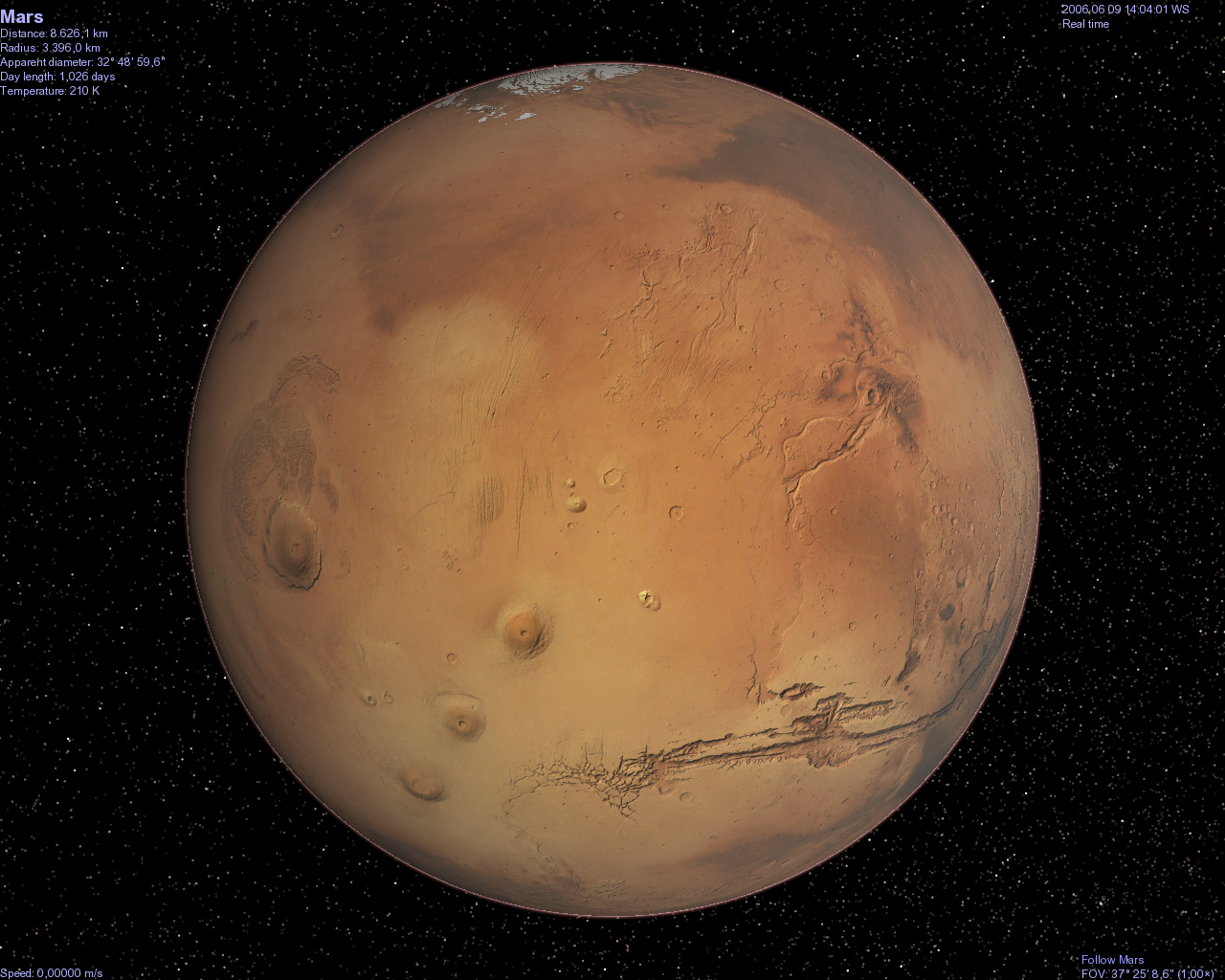
Марс в высоком разрешении

В Интернете можно найти огромное количество дополнений (аддонов) для Celestia, создаваемые энтузиастами со всего мира. Их суммарный размер превышает 10 гигабайт.
Основную их часть составляют текстуры объектов более высокого разрешения для большинства объектов Солнечной системы. В их числе сверхточная текстура Земли в 32768 пикселей в ширину (около 1,25 км на пиксель). Текстуры с высоким разрешением позволяют увидеть очень мелкие детали на поверхностях объектов, однако при этом нагрузка на компьютер, и особенно на видеокарту, значительно увеличивается.
Другая часть дополнений включает в себя 3D-модели исторических космических аппаратов, например Спутник-1, Вояджер-1 и Вояджер-2, Галилео и многих других.
Есть богатая коллекция из 2 миллионов дополнительных звёзд каталога TYC, (который, однако, имеет куда меньшую точность), тысячи астероидов, комет, 2D- и 3D-модели туманностей, галактик, квазаров.
Имеется возможность добавлять множество экзотичных объектов, таких как красные и синие сверхгиганты, красные и коричневые карлики, нейтронные звёзды, вращающиеся пульсары, вращающиеся чёрные дыры, протозвёзды, сверхновые. Для некоторых планет предусмотрены трёхмерные горы и кратеры. К Солнцу можно добавить вращающиеся гранулы и протуберанцы, к Юпитеру — вращающиеся облака.

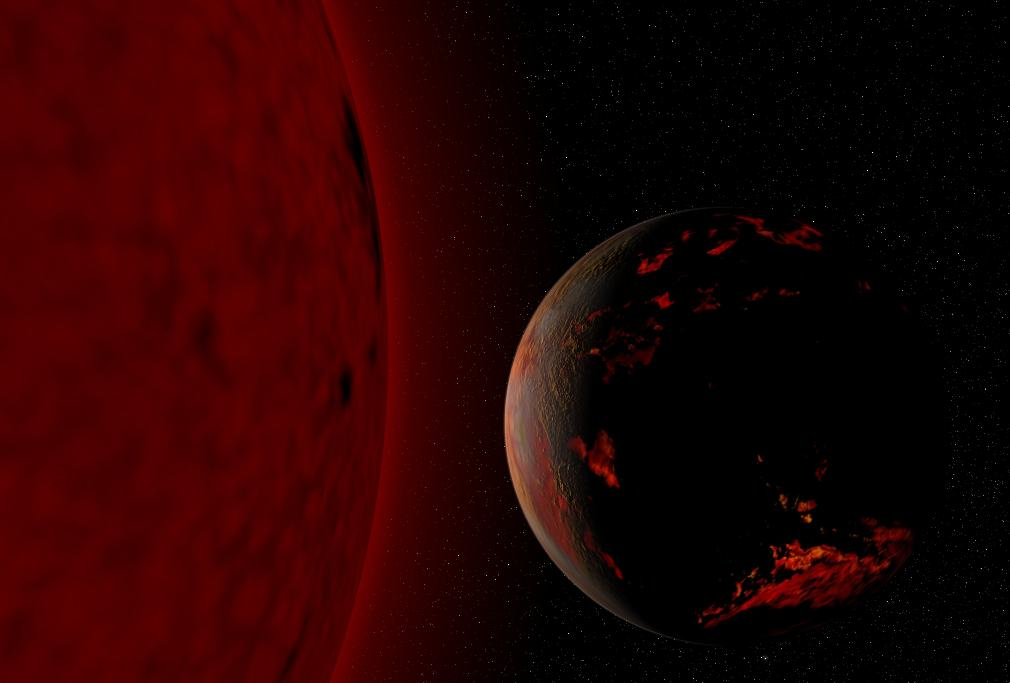
Модель Земли и Солнца, ставшего красным гигантом через 5-7 миллиардов лет

Можно смоделировать какое-нибудь значимое событие в прошлом или будущем (в том числе и вымышленное), например ледниковый период на Земле, озеленение Плутона или падение астероида. Есть возможность смоделировать превращение Солнца в красный гигант через 5 миллиардов лет.
Достаточно привлекательна возможность добавить вымышленные объекты и звёздные системы из известных фильмов, в их числе корабли из Звёздных войн, Вавилон-5, звёздная система Пандоры из фильма Аватар, Рука Ориона.

## Использование в фильмах и передачах
- Телесериал «Морская полиция: Спецотдел», 22 серия, 4 сезон.
- Фильм «Послезавтра».
- Мини-сериал «Штамм "Андромеда"».
- Документальный сериал «Сквозь червоточину».